# 서대전고등학교
서대전고등학교(西大田高等學校)는 대한민국 대전광역시 서구 월평동에 있는 사립 고등학교이다.

## 학교 연혁
- 1954년 4월 17일 : 학교법인 '동아학원' 설립 인가
- 1972년 12월 26일 : 서대전고등학교 설립인가 (보통과 21학급)
- 1973년 1월 12일 : 초대 성열균 교장 취임
- 1973년 3월 5일 :  개교 및 입학식(보통과 7학급)
- 1976년 1월 10일 : 제1회 졸업식
- 1994년 4월 22일 : 학교 이전(중구 용두동 → 서구 월평3동 307번지)
- 1996년 2월 9일 : 체육관 준공
- 1998년 7월 1일 : 학칙 변경(보통과 30학급)
- 1999년 1월 11일 : 학교법인 명칭 변경 '우송학원'
- 2006년 6월 30일 : 학교법인 명칭 변경 '대전우송학원'
- 2023년 2월 7일 : 김학재 이사장 취임
- 2023년 9월 1일 : 제9대 강현주 교장 취임
- 2024년 1월 4일 : 서대전고등학교 제49회 졸업식(총 22,125명 졸업)
- 2024년 3월 4일 : 2024학년도 입학식(207명)

## 참고 자료
- 서대전고등학교 - 한국교육학술정보원 학교알리미